# Suspended
Suspended (englisch für eingehängt, eingeklinkt) ist ein Science-Fiction-Textadventure von Infocom aus dem Jahre 1983. Im Spiel steuert der Spieler eine Gruppe von sechs Robotern, um eine Kontrollstation zu reparieren und die Bewohner eines Planeten zu retten.

## Handlung
Der Spieler befindet sich in einem künstlich herbeigeführten, regulär 500 Jahre dauernden Tiefschlaf. Er liegt in einer Einrichtung unter der Oberfläche des von den Menschen besiedelten Planeten Contra. Über sein Bewusstsein ist er mit den lebenswichtigen Systemen und der Infrastruktur des Planeten verbunden. Die Steuerung der Systeme wie zum Beispiel des Personenverkehrs oder des Wetters erfolgt normalerweise automatisch, und die kontrollierende Person wird vom System nur im Falle einer Notlage geweckt. Eine solche Notlage liegt zu Beginn des Spiels vor, und der Spieler wacht auf. Die Kontrollstation, in der er sich befindet, wurde durch Erdbeben schwer beschädigt. Die Bewohner des Planeten gehen mangels Wissen von den Erdbeben davon aus, dass die kontrollierende Einheit (der Spieler) den Verstand verloren hat und versucht, den Planeten zu zerstören. Aufgabe des Spielers ist es, die ihn umgebende Einrichtung zu reparieren, bevor eine von der Erde ausgesandte Delegation eintrifft, die den Auftrag hat, ihn zu töten. Während der Reparaturarbeiten wird der durch die Einrichtung versorgte Planet von mehreren eskalierenden Krisen heimgesucht, die der Spieler durch Einsatz seiner Roboter lösen muss.
Das Spielziel ist die Rettung des Planeten Contra. Der Erfolg ist dabei kein binärer, vielmehr bemisst sich der Grad des Erfolgs an der Anzahl überlebender Menschen. Rettet der Spieler den Planeten, lässt dabei aber zu viele Menschen sterben, stürmen die Überlebenden dennoch die Station. Nur eine große Zahl an Überlebenden ermöglicht ein Ende, bei dem der Spieler mit einer Immobilie auf der Erde und einem unlimitierten Bankkonto belohnt wird. Im Gegensatz zu den meisten anderen Spielen des Genres hat Suspended somit einen gewissen Wiederspielwert.

## Spielprinzip und Technik

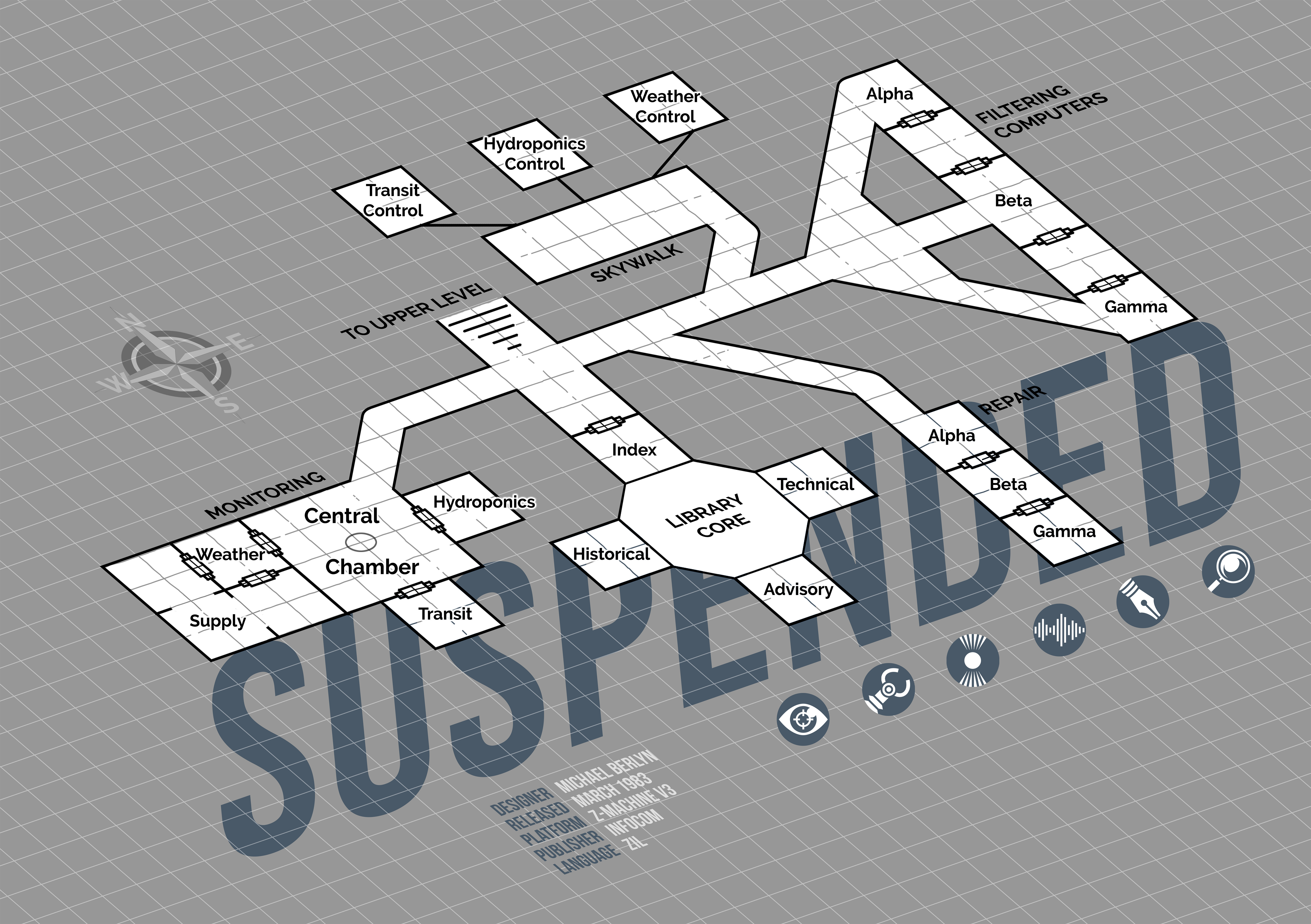
Spielwelt (Ausschnitt)

Suspended ist ein Textadventure, das heißt, es gibt keinerlei grafische Elemente. Umgebung und Geschehnisse werden als Bildschirmtext aus- und die Handlungen des Spielers ebenfalls als Text über die Tastatur eingegeben. Der Parser von Suspended versteht ca. 700 Wörter, etwa so viele, wie der Parser von Zork beherrschte.
Das Spiel wartete zum Veröffentlichungszeitpunkt mit einer erzählerischen Neuerung auf: Der Spieler handelt nicht selbst, da er innerhalb der ihn umgebenden Einrichtung fixiert ist. Vielmehr steuert er sechs in der Einrichtung verteilte Roboter, die allesamt unterschiedliche Wahrnehmungssensoren und Spezialfähigkeiten haben. Durch Einsatz und Kombination dieser Roboter und ihrer Spezialfähigkeiten muss das Spielziel erreicht werden. Die Roboter sind im Einzelnen:
1. Iris – Ist als einziger Roboter mit Kameras ausgestattet und kann so Beschreibungen von Räumlichkeiten und Objekten liefern. Kann sich nur im Bereich rund um die Zentrale Kammer bewegen. Zu Beginn des Spiels ist Iris defekt und muss erst wieder instand gesetzt werden.
2. Whiz – Wird hauptsächlich als Interface für die Kommunikation mit dem Computer der Zentralbibliothek benötigt.
3. Waldo – Roboter für physische Manipulationen, ausgestattet mit mehreren künstlichen Extremitäten. Wird für Reparaturarbeiten benötigt. Verfügt über ein Sonar und kann somit auf Echoortung beruhende Informationen über die Umgebung liefern.
4. Auda – Verfügt über mehrere Mikrofone und liefert Informationen über akustische Signale und Vibrationen in der Umgebung.
5. Poet – Diagnoseroboter, der Stromkreisläufe messen kann. Liefert zum Leidwesen des Spielers recht kryptische Diagnosemeldungen.
6. Sensa – Misst Magnetwellen und Photonenemissionen und liefert entsprechende Auswertungen.

## Produktionsnotizen
Das Projekt Suspended nahm seinen Anfang auf dem Applefest 1982, dem Vorgänger der Macworld – iWorld. Dort traf Marc Blank, einer der Gründer und Geschäftsführer von Infocom, auf Michael Berlyn, Autor von bis dato drei Science-Fiction-Romanen und Geschäftsführer und Hauptautor der kleinen Softwareschmiede Sentient Software, für die er zwei Textadventures geschrieben hatte. Blank war auf der Suche nach einem profilierten Autor, Berlyn fühlte sich durch die technischen Limitierungen seines Parsers in seiner künstlerischen Freiheit beschränkt. Blank engagierte Berlyn für Suspended als freien Mitarbeiter, letzterer zog jedoch aus organisatorischen Gründen bald von Colorado nach Boston und wurde festangestellter Infocom-Autor. Arbeitstitel des Spiels war Suspension.
Mit Hilfe der von Joel Berez und Marc Blank entworfenen Programmiersprache Zork Implementation Language (ZIL) hatte Infocom den besten Parser seiner Zeit entwickelt. Für Suspended waren jedoch weitreichende Modifikationen notwendig, um Berlyns Designkonzept umsetzen zu können. Dave Lebling hatte für Zork II einen Roboter programmiert, dem man einfache Anweisungen geben konnte, und Marc Blank hatte in Deadline mit einer dynamischen Spielwelt experimentiert. In Suspended mussten jedoch sechs NPCs anhand komplexer Spielereingaben agieren, teils gleichzeitig oder sogar kooperierend, während sich die Spielwelt selbst fortwährend veränderte. Die Anforderungen wurden erfolgreich implementiert, wurden aber in den 24 folgenden in der Z-machine laufenden Infocom-Spielen nie wieder in dieser Komplexität benötigt.
Als Beilagen („Feelies“) enthielten die frühen Veröffentlichungen von Suspended eine Karte der Einrichtung sowie sechs Gummichips für die sechs Roboter, sodass man deren aktuelle Aufenthaltsorte auf der Karte nachstellen konnte. Da das Spiel auf die Nennung verfügbarer Raumausgänge verzichtete, stellte diese Karte faktisch einen Kopierschutz dar, da man nur mit ihr einen Überblick über das Geschehen behielt. Weiterhin waren einige Dokumente, die die Hintergrundgeschichte illustrieren sollten, beigelegt.
Kommerziell war Suspended trotz seines sperrigen Themas mit über 100.000 verkauften Einheiten ein großer Erfolg.
2012 wurde Suspended vom damaligen Rechteinhaber Activision im Rahmen der Kompilation Lost Treasures of Infocom für mobile Endgeräte mit iOS-Betriebssystem zugänglich gemacht. 2019 wurde der Quelltext des Spiels auf dem Software-Entwicklungs-Repository GitHub veröffentlicht.

## Rezeption
Suspended erhielt von der zeitgenössischen Fachpresse fast durchgehend positive Kritiken. Die deutschsprachige Happy Computer urteilte, dass sich Suspended auf Grund seiner ungewöhnlichen Spielidee „kraß von der großen Masse“ der Adventures abhebe. Es sei „ziemlich schwer zu spielen“, gehöre aber in die Sammlung jedes Adventure-Fans.
Das US-Magazin Computer Gaming World lobte unter anderem den Parser, die liebevolle Charaktergestaltung der sechs Roboter und das eingebaute Hilfesystem. Kritisiert wurde, dass fehlende Grundfunktionen (Sehen, Greifen) einiger Roboter für Frustmomente sorgen. Das britische Zzap!64-Magazin lobte Atmosphäre und Suchtpotenzial des Spiels und hielt exemplarisch fest, dass man leicht in Panik geraten könne, wenn im Spiel das Lebenserhaltungssystem des Planeten um einen herum kollabiere.
Der Autor und Ludologe Jimmy Maher zog 2013 inhaltliche Parallelen zwischen Suspended und kooperativen Brettspielen wie Pandemie, die formell noch durch die Feelies, insbesondere die Karte und die Gummichips, verstärkt würden. Maher analysierte außerdem, dass sich Suspended so weit von den Konventionen des Textadventures entferne wie kaum ein anders Spiel zuvor; die Verbindung zwischen Spieler und Alter Ego in der Spielwelt sei komplett gekappt, und Suspended verzichte auf traditionelles Storytelling. Maher kritisiert den Ansatz des dynamischen Spielgeschehens aber als nicht weitgehend genug; letztendlich folge das Spiel einem starren Skript, und nur der Zeitpunkt bestimmter Events (Katastrophen auf dem Planeten) hänge vom Geschick des Spielers ab. Nick Montfort, Professor für Digitale Medien am Massachusetts Institute of Technology, stellte 2003 heraus, dass Textadventures vor Suspended im Wesentlichen einen einzelnen Helden als Spielcharakter auswiesen. Suspended spiele hingegen mit dem Bewusstsein und der Wahrnehmung des Spielercharakters. Montfort urteilte, das Spiel habe in narrativer Hinsicht wenig zu bieten und werde den Möglichkeiten des Genres, den Spieler emotional anzusprechen, durch seine emotionslosen und nur auf Funktionalität ausgerichteten Charaktere nicht gerecht. Durch die innovative Spielmechanik sei Suspended aber dennoch ein „bahnbrechendes“ Werk. Für das Fachmagazin SPAG hielt Interactive-Fiction-Autor Graeme Cree 1996 als Rezensent in einer Retrospektive fest, dass Suspended ein polarisierendes Spiel sei, das „den einen Teil (der Spieler) anspreche, den anderen aber wütend mache“; es sei nur zu bewältigen, indem man im Spiel wiederholt versage und für weitere Versuche aus seinen vorherigen Fehlern lerne. Er wertete, Suspended sei letztendlich gar kein Textadventure, sondern ein Proto-Simulationsspiel, erschienen zu einer Zeit, als die Technologie richtige Simulationsspiele noch nicht ermöglichte. Als Zielgruppe machte Cree „frustrierte Möchtegern-Fluglotsen“ aus, die Spaß darin fänden, weitverzweigtes Geschehen von einem zentralen Punkt aus zu steuern.